# Saint-Gineis-en-Coiron
Saint-Gineis-en-Coiron település Franciaországban, Ardèche megyében. Lakosainak száma 119 fő (2022. január 1.). Saint-Gineis-en-Coiron Berzème, Darbres, Mirabel, Saint-Jean-le-Centenier és Saint-Pons községekkel határos.

## Népesség
A település népessége az elmúlt években az alábbi módon változott:
| Lakosok száma | 121  | 78   | 70   | 97   | 112  | 114  | 115  | 112  | 114  | 119  |
|               | 1968 | 1982 | 1990 | 2006 | 2013 | 2015 | 2017 | 2019 | 2020 | 2022 |